# Olesno (gmina w województwie małopolskim)
Olesno – gmina wiejska w województwie małopolskim, w powiecie dąbrowskim. W latach 1975–1998 gmina administracyjnie należała do województwa tarnowskiego.
Siedzibą gminy jest miejscowość Olesno.
Według danych z 30 czerwca 2008 gminę zamieszkiwało 7626 osób.

## Struktura powierzchni
Według danych z roku 2002 obszar gminy Olesno wynosi 77,77 km², w tym:
- użytki rolne: 82%
- użytki leśne: 8%

Gmina stanowi 14,76% powierzchni powiatu.

## Demografia

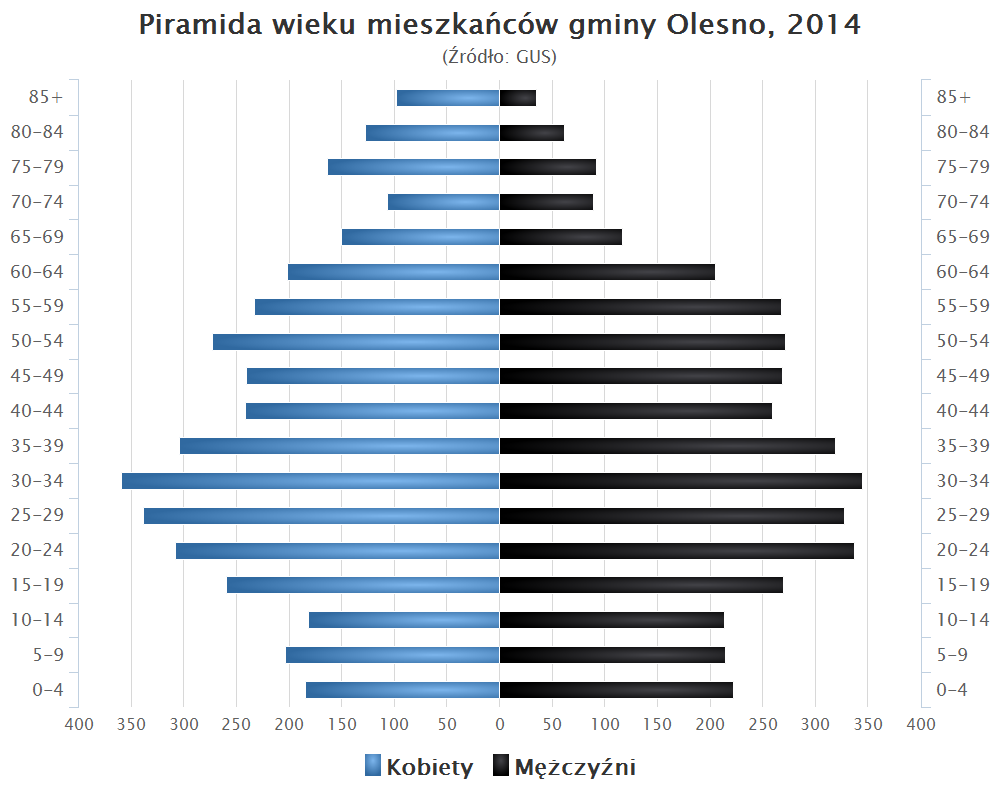
Piramida wieku mieszkańców gminy Olesno w 2014 roku

Dane z 31 grudnia 2017:
| Opis                              | Ogółem | Ogółem | Kobiety | Kobiety | Mężczyźni | Mężczyźni |
| --------------------------------- | ------ | ------ | ------- | ------- | --------- | --------- |
| jednostka                         | osób   | %      | osób    | %       | osób      | %         |
| populacja                         | 7957   | 100    | 4013    | 50,4    | 3944      | 49,6      |
| gęstość zaludnienia (mieszk./km²) | 102,3  | 102,3  | 51,6    | 51,6    | 50,7      | 50,7      |

## Zabytki

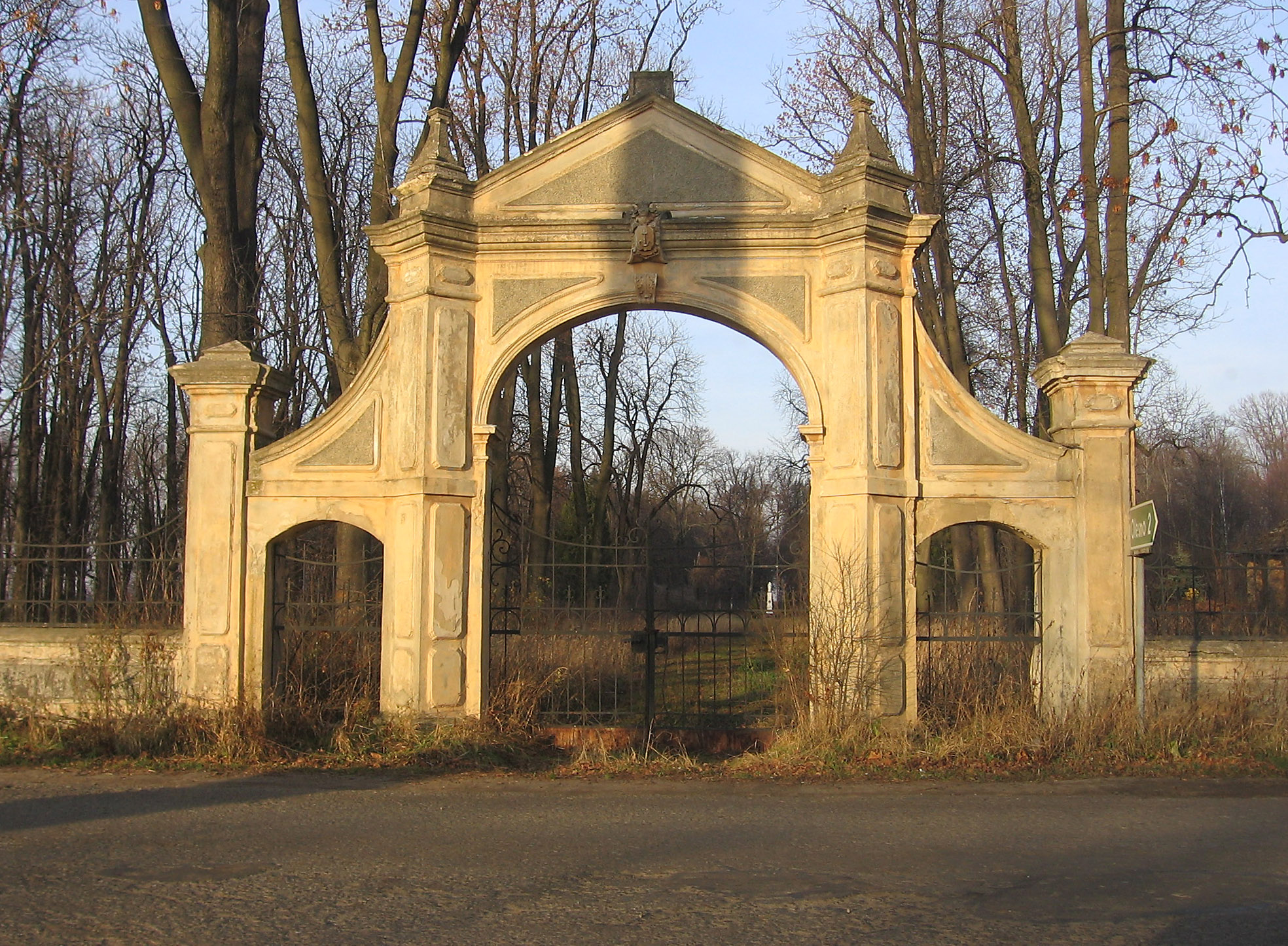
Brama wjazdowa do Dworu Konopków w Brniu

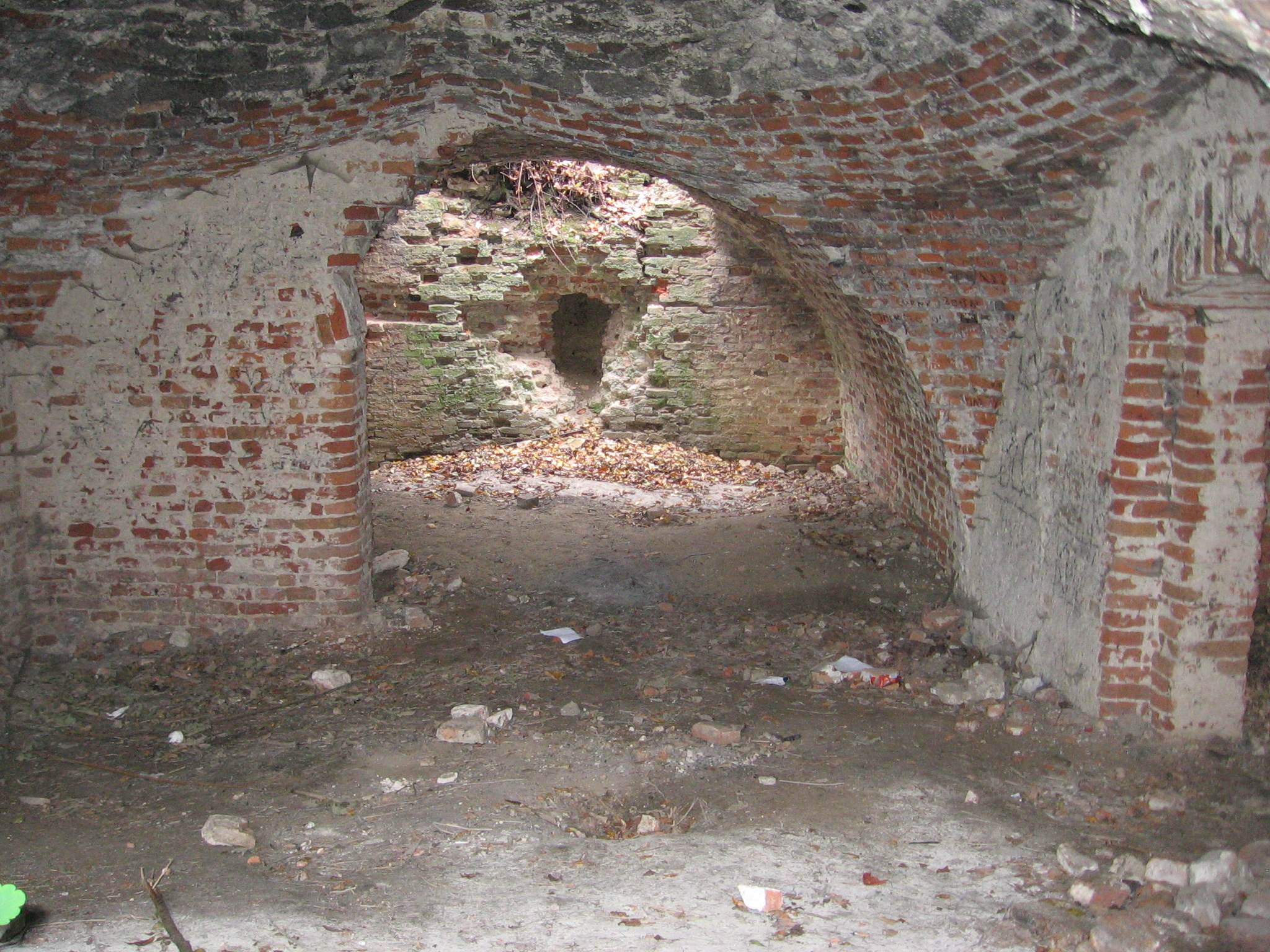
Okopy szwedzkie

- Kościół parafialny pod wezwaniem św. Katarzyny w Olesnie,
- Park Breński w stylu wersalskim z II poł. XVIII w.,
- Dwór Konopków w Brniu,
- Dwór parkowy w Olesnie,
- Park dworski w Niwkach,
- Zagroda Felicji Curyłowej w Zalipiu,
- Okopy szwedzkie w Brniu,
- Trzy aleje lipowo-dębowe (m.in. Aleja Sobieskiego, tzw. "Lipki", łącząca Breń z Olesnem).

## Miejscowości w gminie
- Adamierz
- Breń
- Ćwików
- Dąbrówka Gorzycka
- Dąbrówki Breńskie
- Niwki
- Olesno
- Oleśnica
- Pilcza Żelichowska
- Podborze
- Swarzów
- Wielopole
- Zalipie

## Sąsiednie gminy
- Bolesław, Dąbrowa Tarnowska, Gręboszów, Mędrzechów, Żabno